# Almindelig røn
Almindelig røn (Sorbus aucuparia) er et op til 15 meter højt træ, der er almindelig i Danmark i hegn og lysåbne skove. Veddet lugter og smager surt. Frugterne (rønnebærrene) er orangerøde og sure og beske på samme tid. De indeholder meget pektin, C-vitamin og A-vitamin. Almindelig røn er værtsplante for sortåret hvidvinge.

## Beskrivelse
Almindelig røn er en løvfældende, busk eller et mindre træ. Vækstformen er først slank og kegleformet, men snart bliver den busket og rundagtig. Det skyldes, at egentlige topskud ofte mangler. Barken er først rødbrun og let gråhåret. Senere bliver den glat og grå med enkelte korkporer, og til sidst er den grå og opsprækkende i grove furer. Knopperne er spredte, store og kegleformede, tæt hårede og gråsorte.
Bladene er uligefinnede med lancetformede småblade. Hvert småblad har savtakket rand, mørkegrøn overside og grågrøn underside. Høstfarven spænder fra rød over orange til gul eller brun. Blomstringen finder sted fra slutningen af maj, og blomsterne sidder i halvskærme på små kortskud. De enkelte blomster er små og flødehvide. Frugterne er orangerøde og sure og beske på samme tid. Frøene modner godt og spirer villigt.
Rodnettet består af højtliggende, tætforgrenede og kraftige hovedrødder. Træet laver desværre jordtræthed, men det bruges alligevel som grundstamme for mange slags podninger (mispel, tjørn, bærmispel, ja sågar pære).
Højde x bredde og årlig tilvækst: 15 x 6 m (30 x 25 cm/år).

## Voksested
Almindelig røn optræder som pionertræ og i skovbryn overalt i Europa, undtagen i Middelhavsegnene, hvor dens plads overtages af storfrugtet røn, og i bjergene, hvor alperøn og akselrøn har pladsen. Den er lyskrævende, men tåler vind.
I Danmark er den almindelig i hele landet i hegn, lysåbne skove og krat.

## Anvendelse
Almindelig røn er velegnet på alle jordtyper, lige fra våd og sur jord til mager sandjord. Den tåler beskæring godt. Normalt har alm. røn rigelig frugtsætning, hvilket gør den eftertragtet af fuglene. Den kan anvendes i både skovbryn, læ- og vildtplantninger.
Træet angribes af flere typer rustsvampe, frugttrækræft og rønnebærmøl.